# Kein Mampf

Andreas Joska bei der Arbeit an Kein Mampf

Kein Mampf ist ein Kunstprojekt des Wiener Designers und Grafikers Andreas Joska.
Nachdem 2016 die Urheberrechte für Adolf Hitlers Mein Kampf ausliefen, startete Joska am 20. April (dem Geburtstag Adolf Hitlers) desselben Jahres sein Projekt „Kein Mampf“ damit, Originalseiten daraus mittels akribischer Schneidearbeit in seine kleinstmöglichen Komponenten – nämlich einzelne Buchstaben – zu zerlegen. Das Ziel dabei lautete, Adolf Hitlers Manifest des Hasses zu etwas Neuem, etwas Besserem zusammenzufügen. Aus dem, sowohl politisch als auch menschlich verwerflichen, Original soll derart etwas entstehen, das einem direkten genüsslichen Nutzen zugeführt werden kann, ohne dabei jemals wieder für ähnliche Agenden wie ursprünglich beabsichtigt verwendet werden zu können: Es sollte zu einem Kochbuch umgestaltet werden. Dabei ist die Dauer dieses zeitintensiven Unterfangens auf bis zu 15 Jahre angelegt. Die Arbeit geschieht neben der normalen beruflichen Tätigkeit des Wiener Künstlers.

## Vorgehensweise
Jeder einzelne der circa 750.000 Buchstaben (von insgesamt etwa 1,57 Millionen auf den 782 doppelt bedruckten Seiten eines der Druckexemplare) aus „Mein Kampf“ wird unter Zuhilfenahme eines Schneideskalpells händisch entfernt, zwischenzeitlich in einem Setzkasten geordnet und findet schlussendlich, eingeklebt auf vorgerastertem Untergrund, seinen neuen Platz in einem der vorausgewählten Kochrezepte. Die ersten Rezepte wurden von Freunden des Künstlers vorgeschlagen, mittlerweile können Rezeptvorschläge von allen eingereicht werden, die ein Zeichen gegen den Nationalsozialismus setzen wollen.

## Projektphilosophie
Obwohl das Projekt Kein Mampf mit einer humoristischen Note wahrgenommen werden könnte, nähert sich der Künstler der Thematik mir großer Ernsthaftigkeit und in dem Bewusstsein, welche Gräuel einzelne Bevölkerungsgruppen unter dem Nationalsozialismus erfahren mussten. Der ideologische Ausgangspunkt dafür ist unter anderem in „Mein Kampf“ zu suchen. Die Zerstückelung und Desintegration des Inhalts und das "Upcycling" zu „etwas Schmackhaften“ darf dabei durchaus auch als Aktionismus gewertet werden, als Warnung vor aktuellen Zeitgeschehnissen und der weltweit erkennbaren politischen und ideologischen Tendenz – auch mitten in Europa – zur Staatsform der Diktatur zurückzukehren. Dem Künstler ist es wichtig, auf diese Weise auch auf die Wichtigkeit und Errungenschaften des Friedens hinzuweisen, in der auch Humor eine maßgebliche soziokulturelle Rolle spielt. Ablehnend steht er der möglicherweise „lustigen“ Komponente des Projekts daher nicht gegenüber, er sieht darin eher das Potential, die Menschen für die Wichtigkeit seiner Botschaft zu interessieren und so dem ideologischen Hass gegenüber klar Position zu beziehen.

## Auszeichnungen und Preise
„Kein Mampf“ wurde 2018 der Franzl Design Award in der Kategorie „Grafikdesign – Design Serie“ verliehen.

## Ausstellungen
"Kein Mampf – Die Transformation von "Mein Kampf" in ein Kochbuch" – Sonderausstellung im DÖW 8. Mai bis 29. Juni 2018